# Aphelinus ceratovacunae
Aphelinus ceratovacunae är en stekelart som beskrevs av Yin-Xia Liao 1987. Aphelinus ceratovacunae ingår i släktet Aphelinus och familjen växtlussteklar. Inga underarter finns listade i Catalogue of Life.